# Marioniscus spatulifrons
Marioniscus spatulifrons is een pissebed uit de familie Scyphacidae. De wetenschappelijke naam van de soort is voor het eerst geldig gepubliceerd in 1932 door Barnard.